# Richard Sseruwagi
Richard Sseruwagi, också kallad Richard Kaigoma Sseruwagi, född 8 augusti 1954 i Uganda, är en svensk skådespelare och sångare. 

## Biografi
Han studerade vid Abafumi Theatre Academy i Kampala i Uganda. Han har arbetat med teater, tv, film och konsertframträdanden. Han har varit engagerad vid Dramaten, Göta Lejon, Orionteatern, Upsala Stadsteater, Stockholms stadsteater, Market Theatre Sydafrica, Edmonton Canada, Den Nationela Scene Bergen Norge och många andra teaterscener i Sverige och runtom i världen. Han hade rollen som Salongo Sali i den populära TV-serien Tre Kronor från 1994. Han har också gett ut musik som Seruwagi och Richard Sseruwagi.
Han nominerades av AMAA (African Movie Academy Awards – Afrikas Oscarsgala) som Bästa manliga biroll för sin roll som Sekou i filmen Medan vi lever. Filmen tilldelades priset för Bästa utländska film. 2020 tilldelade fackförbundet Scen & Film Anders de Wahls jubileumsfonds stipendium till Richard Sseruwagi.

## Filmografi
- 1993 – Tala! Det är så mörkt
- 1994 – Tre Kronor (TV-serie)
- 1999 – Den vita lejoninnan
- 2000 – Tolken
- 2005 – Lasermannen (TV-serie)
- 2007 – Råttatouille (röst som Lalo)
- 2007 – Köra runt
- 2009 – På Perrongen
- 2011 – Arne Dahl: Misterioso (TV-serie)
- 2012 – Äkta människor (TV-serie)
- 2013 – Nseyeya
- 2015 – The Prosecutor The Defender The Father and His Son
- 2015 – 100 Code (TV-serie)
- 2015 – Beck – Invasionen
- 2016 – Springfloden (TV-serie)
- 2016 – Medan vi lever
- 2018 – Dansa först
- 2018 – Ensamma i rymden
- 2021 – Änglavakt (TV-serie)
- 2022 – Andra akten
- 2023 – Detektiven från Beledweyne (TV-serie)

## Teater

### Roller
| År   | Roll                               | Produktion                                        | Regi                                | Teater                             |
| ---- | ---------------------------------- | ------------------------------------------------- | ----------------------------------- | ---------------------------------- |
| 1991 | Joe                                | Låt människan leva Per Lagerkvist                 | Sture Ekholm                        | Region teater Blekinge, Kronoberg  |
| 1992 | Simon                              | Vit skugga Irene Hause                            |                                     | Stockholm                          |
| 1996 | Fru Björk                          | Ur Mimers Källa Jan Mark                          | Leif Stinnerbom                     |                                    |
| 1998 | Pepe                               | Natthärbärget Maksim Gorki                        | Göran Stangetrz                     | Riksteatern                        |
| 1999 | Othello                            | Catch my soul (musikal) Jack Good                 |                                     | Uppsala Stadsteater                |
| 1999 | Bataki                             | Nils Holgersson Selma Lagerlöf                    | Leif Stinnerbom                     | Riksteatern Ladan Västanå teatern  |
| 2000 | Agrippa Prästberg                  | Kejsarn av Portugallien                           | Leif Stinnerbom                     | Ladan Västanå teatern              |
| 2000 | Juda                               | Josef och hans bröder Janis Rainis                | Lars Rudolfsson                     | Orionteatern Riga                  |
| 2001 | Den store svarte fallskärmsjägaren | Tillbaka till öknen Bernard-Marie Koltès          | Staffan Valdemar Holm               | Dramaten                           |
| 2001 | Achibald Absalom Wellington        | The Blacks Jean Genet                             |                                     | Market Theatre South Africa        |
| 2002 | Turbo                              | Jerka (Erik Fernström )                           | Magnus Bergquist                    | Göta Lejon Stora teatern Göteborg  |
| 2003 | Horse                              | Blanke messingen Terrence MacNally                | Runar Borge                         | Den Nationale Scene, Norge         |
| 2004 | Bil-Jesus                          | Din stund på jorden Vilhelm Moberg                | Leif Stinnerbom                     | Stockholms stadsteater             |
| 2005 | Ed                                 | Tolvskillingsoperan Bertolt Brecht och Kurt Weill | Lars Rudolfsson                     | Stockholms stadsteater             |
| 2006 | Tolken Pagen                       | En midsommarnattsdröm William Shakespeare         | Alexander Mørk-Eidem                | Stockholms stadsteater             |
| 2006 | Pablo                              | Linje lusta Tennessee Williams                    | Göran Stangertz                     | Stockholms Stadsteater             |
| 2007 | Sven                               | Utrota varenda jävel Sven Lindqvist               | Kajsa Isaksson                      | Stadsteatern Skärholmen            |
| 2009 | Crooks                             | Mus og men John Steinbeck                         | Harry Guttormsen                    | Trøndelag teatern Norge            |
| 2011 |                                    | Modern på canal street Louis Stevenson            | Johan Hult                          | Teateri Jönköping                  |
| 2012 |                                    | Tillsammans är vi David Erik Uddenberg            | Gustav Deinoff                      | Unga Klara                         |
| 2012 | Horse                              | Allt eller inget ( The full monty)                | Bengt Larsson & Billy Nilsson       | Goodshow Production, Hässleholm    |
| 2014 | B                                  | Natten börja nu Åsa Lindholm                      | Niclas Turesson fd Niclas Sandström | Teater Foratt Malmö                |
| 2015 | Astrid Lindgren                    | Sedlar' efter en idé av Ingrid M. Hallberg        | Freja Hallberg                      | Potatopotato scenkollektivet Malmö |
| 2015 | Sene, Papa Diop                    | Papa Diops Taxi                                   | Kudzai Chimbaira                    | Västerbottensteatern Skellefteå    |
| 2016 | Ray                                | Istid                                             | Olle Jernberg                       | Västerbottensteatern Skellefteå    |
| 2017 | Generalen                          | Som Man Sår                                       | Gustav Deinoff                      | Unga Klara                         |
| 2018 |                                    | Ilya Lars Rudolfsson                              | Lars Rudolfsson                     | Kulturhuset Stadsteatern           |
| 2019 | Mbongeni Ngema                     | Woza Albert                                       | Josette Bushell Mingo               | Kulturhuset Stadsteatern           |
| 2019 | Många och Musikern                 | Den Hemliga Resan                                 | Bodil Malmberg                      | Västmanlands Teater Västerås       |
| 2022 |                                    | Jekyll vs Hyde Gustav Tegby                       | Rikard Lekander                     | Dalateatern                        |

## Diskografi
- 2009 - Life is a footstep (Seruwagi)
- 2007 - Racing the clouds (Seruwagi)
- 2012 - Song for Irene (cassette songs way back) (Seruwagi)
- 2013 - Näset blues (Seruwagi)
- 2016 - The collection
- 2016 - Under your beautiful wings
- 2017 - Foolish pride

### Singlar
- 2014 - A screw is missing - Fix it (Seruwagi)
- 2014 - Lament for the gone - Wololo (Seruwagi)